# Киргистан на Зимским олимпијским играма 1998.
Киргистану је ово било друго учешће на Зимским олимпијским играма. На Играма у Нагану 1998. учествовао је са једним учесником, који се такмичио у две дисциплине Биатлона.
На свечаном отварању заставу Киргистана носио је једини такмичар Алексанср Тропников.
Није освојена ниједна медаља.

### Биатлон
| Такмичар            | Дисциплина  | Резултати | Резултати   | Резултати | Резултати | Резултати     | Детаљи |
| Такмичар            | Дисциплина  | Време     | Промашаји   | Резултат  | Заостатак | Пласман/учес. | Детаљи |
| ------------------- | ----------- | --------- | ----------- | --------- | --------- | ------------- | ------ |
| Александр Тропников | спринт      |           | 3 (3+1)     | 31:55,8   | 4:39,6    | 65 / 71 (73)  |        |
| Александр Тропников | појединачно |           | 2 (0+1+1+0) | 1:01:17,7 | 5:01,3    | 36 / 71 (71)  |        |